# پایگاه نیروی هوایی شپپرد
پایگاه نیروی هوایی شپپرد (به انگلیسی: Sheppard Air Force Base) یک فرودگاه است . این فرودگاه در شهر ویچیتا فالز، تگزاس کشور ایالات متحده آمریکا قرار دارد . این منطقه تحت نظارت ارتش ایتالیا میباشد.
- کد فرودگاهی یاتا
- کد فرودگاهی ایکائو
- فهرست فرودگاه‌های ایالات متحده آمریکا